# Patrizio Sala
Patrizio Sala (Bellusco, 1955. június 16. –) válogatott olasz labdarúgó, középpályás, edző.

## Pályafutása

### Klubcsapatban
A Monza korosztályos csapatában kezdte a labdarúgást, ahol 1973-ban mutatkozott be az első csapatban. 1975 és 1981 között a Torino játékosa volt és tagja volt az 1975–76-os bajnokcsapatnak. 1981 és 1990 között a Sampdoria, a Fiorentina, a Pisa, a Cesena, a Parma és végül az alsóbb osztálybeli Solbiatese labdarúgója volt. 1990-ben vonult vissza az aktív labdarúgástól.

### A válogatottban
1976 és 1980 között hat alkalommal szerepelt az olasz válogatottban. Tagja volt az 1978-as világbajnoki negyedik helyezett csapatnak

### Edzőként
1991 és 1995 között nevelő klubjánál, Monzánál volt a serdülő csapat edzője. 1995 és 2005 között a Leffe, a Varese, a Pistoiese, a Biellese, a = Vis Pesaro, a Valenzana majd a Pro Patria szakmai munkáját irányította. 2005-ben volt klubja, a Torino ifjúsági csapatűnak a vezetőedzője volt. 2005–06-ban a Casale edzőjeként tevékenykedett.

## Sikerei, díjai
Olaszország
- Világbajnokság
  - 4.: 1978, Argentína

 Torino
- Olasz bajnokság (Serie A)
  - bajnok: 1975–76